# Pogoń Szczecin (handball féminin)
Pour les articles homonymes, voir Pogoń Szczecin (handball masculin) et Pogoń Szczecin (football).
Dernière mise à jour : janvier 2024.
Le Pogoń Szczecin est un club féminin de handball basé à Szczecin en Pologne.

## Palmarès
compétitions internationales
- coupe Challenge (C4)
  - finaliste (2) : 2015, 2019

compétitions nationales
- Championnat de Pologne
  - Vainqueur (3) : 1983, 1986, 1991
  - deuxième (5) : 1971, 1984, 1989, 1990, 2016
  - troisième (3) : 1985, 1987, 2015
- Coupe de Pologne :
  - Vainqueur (4) : 1971, 1980, 1986, 1992
  - finaliste (3) : 2016, 2018, 2019
  - troisième (2) : 2014, 2015

## Personnalités liées au club
Parmi les personnalités liées au club, on trouve :
- Monika Stachowska : joueuse
- Adrianna Płaczek : joueuse
- Joanna Wołoszyk : joueuse